# Anicius Olybrius (préfet)
Anicius Olybrius (fl. 476/483-504, d. 504) était un homme politique de l'Empire romain.

## Biographie
Fils d'Anicius Probus, vir consularis : lui-même fils de Anicius Probus, préteur, et de sa femme Adelphia, et frère de l'empereur Anicius Olybrius.
Il était c. p. en 476/483 et préfet du prétoire d'Italie en 503.
Il fut le grand-père maternel du pape Vigile et peut être le père de Flavius Anicius Probus Junior.